# LUCHA FIESTA (日本のプロレス興行)
LUCHA FIESTA～ルチャフェス～は、日本のプロレス興行。
かつて、ウルティモ・ドラゴンがプロデュースされた同名の興行とは別となる。

## 概要
2024年2月、メキシコのプロレス団体「CMLL」・女子プロレス専門誌「LADYSRING」・日本の旅行会社「株式会社メキシコ観光」の3社協力主催によるプロレス興行の開催を発表。

## 第1回

### 対戦カード
| 第1試合■15分1本勝負                                                               |                                  |                 |
| ○バニー及川 Chi Chi                                                               | 10分58秒 魔神風車固め            | rhythm 七星●    |
| 第2試合■15分1本勝負                                                               |                                  |                 |
| △SAKI 櫻井裕子                                                                    | 時間切れ引き分け                 | 真琴 杏ちゃむ△  |
| 第3試合■オフィスラディ・プレゼンツ～マノ・ア・マノ（15分1本勝負）                 |                                  |                 |
| ○狐伯                                                                             | 7分43秒 レフェリーストップ       | TABATA●         |
| 第4試合■メキシコ観光ベルト＆メキシコ留学権争奪 5WAYイリミネーション（時間無制限） |                                  |                 |
| ○全員                                                                             | 3分59秒 体固め                   | ZONES●          |
| ○田中きずな                                                                       | 9分15秒 OTR                      | 炎華●           |
| ○神姫楽ミサ                                                                       | 9分20秒 ミサロールII             | 田中きずな●     |
| ○柳川澄樺                                                                         | 12分30秒 回転足折り固め          | 神姫楽ミサ●     |
| 柳川が初代メキシコ観光王者となる                                                  |                                  |                 |
| 第5試合■アルファジャパンプロモーション・プレゼンツ（時間無制限3本勝負）           |                                  |                 |
| ○ハロチータ                                                                       | 8分40秒 ジャックナイフ式エビ固め | ウナギ・サヤカ● |
| ●ハロチータ                                                                       | 2分14秒 メイ・プラモデル         | 駿河メイ○       |
| ○ジュビア                                                                         | 6分32秒 ムタロック               | ウナギ・サヤカ● |

### 来日選手
| タバタ               | (CMLL)      |
| ジュビア             | (CMLL)      |
| ハロチータ           | (CMLL)      |
| サルバドール・ルテロ | (CMLL 社長) |

## 第2回

### 対戦カード
| 第1試合■15分1本勝負                                          |                           |                        |
| ○柳川澄樺 まなせゆうな                                       | 9分37秒 1010              | 小橋マリカ バニー及川● |
| 第2試合■フィエスタ・デ・カラベラ3WAYマッチ（10分1本勝負）    |                           |                        |
| △カラベラ・マコト                                            | 時間切れ引き分け          | カラベラ・タエ△        |
| カラベラ・ユウコwithカラベラ・ヒカリ                         |                           |                        |
| 第3試合■マスカラフィエスタ（15分1本勝負）※全員覆面着用ルール |                           |                        |
| △孤伯 炎華                                                   | 時間切れ引き分け          | ZONES Chi Chi△         |
| 第4試合■CMLL女子vsスターダム対抗戦（時間無制限1本勝負）      |                           |                        |
| ○アマポーラ                                                  | 11分32秒 デビル・ウイング | 向後桃●                |
| 第5試合■CMLL日本女子選手権試合（無制限1本勝負）              |                           |                        |
| ○ウナギ・サヤカ                                              | 15分39秒 城門突破         | ダーク・シルエタ●      |

### 来日選手
| アマポーラ       | (CMLL) |
| ダーク・シルエタ | (CMLL) |

## 第3回

### 対戦カード
| 第1試合■スペシャルタッグマッチ（15分1本勝負）          |                               |                  |
| ○SAKI YuuRI                                            | 12分59秒 カワイルドバスター   | 櫻井裕子 CoCo●   |
| 第2試合■スペシャル・カラベラ 3WAYマッチ（15分1本勝負） |                               |                  |
| ○真琴                                                  | 10分53秒 横入り式エビ固め     | 本間多恵●        |
| ※もう1人は真白優希。特別レフェリー＝清水ひかり         |                               |                  |
| 第3試合■スペシャルタッグマッチ（20分1本勝負）          |                               |                  |
| ○駿河メイ 炎華                                         | 15分51秒 ガトー・インビジブル | 狐伯 沙也加●     |
| 第4試合■スペシャルタッグマッチ（20分1本勝負）          |                               |                  |
| ○TABATA 星来芽依                                       | 10分42秒 ウルティモ・ゲレーラ | ちゃんよた 咲蘭● |
| 第5試合■CMLL日本女子選手権試合（時間無制限1本勝負）    |                               |                  |
| ○ジュビア                                              | 15分31秒 ジャベ・デ・スミシオ | ウナギ・サヤカ●  |

### 来日選手
| タバタ   | (CMLL) |
| ジュビア | (CMLL) |

## ESPECIAL
- 2025年1月7日、第1回記者会見が行われ、株式会社メキシコ観光が設立45周年記念事業の一環として「ルチャフェス スペシャル（ルチャ フィエスタ エスペシアル）」両国国技館大会の開催が発表された[2]。ZERO1のGM工藤めぐみと田中将斗田中将斗が出席し、新たなハヤブサをデビューさせることを発表。ハヤブサと親友であるミスター雁之助も「是非会場でLIVEで観て感じて下さい！」とメッセージを送っている[3]。
- 2月20日、第2回記者会見にて一部のカードを発表。発表当初は、オクタゴンとイホ・デ・オクダホンとパンテーラJr.による3WAYだったが、会見中に佐々木大輔が乱入し参戦を強行決定し、タッグマッチに変更された。
- 4月21日、出場予定だったブラック・テリーが4月20日朝に現地で亡くなった[4]。開催目前の訃報であり遺族からは「本人が日本へ行くことを楽しみにしていた」と述べらている。テリーはユニバーサルレスリング連盟リバイバルマッチに出場しサタニコと組む予定だった。代替選手としてザ・グレート・サスケが発表された。
- メキシコ観光ベルト争奪6WAYタイトルマッチは、当初5WAYとして発表されていたが、4月21日の記者会見にて長谷川美子の参戦が決定し6WAYになった。
- メインの「グランプレミオ」は日本軍と多国籍軍による7人タッグでのイルミネーションマッチとして発表。4月22日にて新たにセイディ・ギブスとウナギ・サヤカの参戦が決まり8人タッグへ変更となった。日本人側のＸは謎のマスクマン「ラ・デストルクトーラ」の出場が発表された。
- 本編開始前にブラック・テリーと新間寿の追悼セレモニーが行われた。
- セミとメインでは、実況に清野茂樹、ゲスト解説に有田哲平（くりぃむしちゅー）と福田充徳（チュートリアル）が会場に登場し行われ、試合の模様はサムライTVで放送される。
- メインの前に麻倉未稀が登場し「ヒーロー HOLDING OUT FOR A HERO」をリングで熱唱した。
- セミ終了後、新崎人生が登場し、同年5月7日ZERO1川崎大会に参戦するハヤブサのパートナーとして発表された。

### コラボレーション
カプコン
- 提供スペシャルマッチの開催。ストリートファイターのキャラクターであるレインボー・ミカ、大和ナデシコが参加。ザンギエフの容姿に似たマスクマン、ザ・ギエフ1号と2号と対戦予定[5]。
- 3月8日には両国国技館で開催されたゲーム大会「CAPCOM CUP 11」には、ルチャフェスに参戦するミカとナデシコがサプライズ出演し興行をPRした。
- 会場でもカプコンブースでは ストリートファイター6等の試遊が行われた。
- 下記の公式コスプレイヤーたちはキャラクターに扮し、スペシャルマッチにてミカ、ナデシコと入場した。
  - きゃしー（マノン）
  - 猫乃ここ（春日野さくら）
  - 九条ねぎ（春麗）
  - ニャロメニア（リーフェン）
  - ユリコタイガー（キャミィ）
  - めぇめぇ（ハン・ジュリ）

有田哲平のプロレス噺「オマエ有田だろ!!」
- 2025年1月にメキシコ観光が有田とスタッフをメキシコ旅行へ招待、後日その模様が配信された[6]。コラボグッズ制作し会場にて販売。有田と福田はゲスト解説として来場[7]。メキシコ旅行で登場した「ドクトル・コルファン・Jr.」は全試合終了後にチェキ会を行った。

### 対戦予定カード
| 第１試合■ユニバーサルレスリング連盟リバイバルマッチ              |                                                         |                                |
| 〇ネグロ・ナバーロ エル・パンテーラ                              | 14分25秒 トケ・デ・エスパルダ                           | サタニコ ザ・グレート・サスケ● |
| 第２試合■メキシコ観光ベルト争奪6WAYタイトルマッチ                |                                                         |                                |
| 〇真白優希                                                       | 12分36秒 変型フィッシャーマン・スープレックス・ホールド | 長谷川美子●                    |
| （退場順）CoCo、ソンヤ、炎華、YuuRI                              |                                                         |                                |
| 第３試合■コスタリカCWE提供マッチ                                 |                                                         |                                |
| 〇エスクアロ                                                     | 6分27秒 ダイビング・ボディプレス                        | アレス●                        |
| ■スペシャルシングルマッチ!!                                      |                                                         |                                |
| 藤波辰爾                                                         | vs                                                      | 黒潮TOKYOジャパン              |
| （休憩）メキシコ旅行・抽選会                                     |                                                         |                                |
| ■ストリートファイターシリーズ スペシャルタッグマッチ             |                                                         |                                |
| レインボー・ミカ 大和ナデシコ                                    | vs                                                      | ザ・ギエフ1号 ザ・ギエフ2号    |
| ■スペシャルタッグマッチ                                          |                                                         |                                |
| オクタゴン イホ・デ・オクダホン                                  | vs                                                      | 佐々木大輔 パンテーラJr.       |
| ■CMLL JAPAN女子タイトルマッチ                                    |                                                         |                                |
| ジュビア                                                         | vs                                                      | ちゃんよた                     |
| 「オマエ有田だろ!!」有田、徳井が入場。実況・清野と共に解説席へ。 |                                                         |                                |
| ■シングルマッチ（60分1本勝負）                                   |                                                         |                                |
| 田中将斗                                                         | vs                                                      | ハヤブサ                       |
| 麻倉未稀が登場し、「ヒーロー HOLDING OUT FOR A HERO」を熱唱。    |                                                         |                                |
| メインイベント■グランプレミオ イルミネーションマッチ             |                                                         |                                |
| ウィロー・ナイチンゲール                                         | vs                                                      | ウナギ・サヤカ                 |
| エラ                                                             | vs                                                      | 狐伯                           |
| オリンピア                                                       | vs                                                      | さくらえみ                     |
| キラ                                                             | vs                                                      | 志田光                         |
| サマンタ・ブラック                                               | vs                                                      | 駿河メイ                       |
| セイディ・ギブス                                                 | vs                                                      | 宮崎有妃                       |
| タバタ                                                           | vs                                                      | 柳川澄樺                       |
| ビバ・バン                                                       | vs                                                      | ラ・デストルクトーラ           |

### 来日選手
| ジュビア                         | (CMLL)             |
| タバタ                           | (CMLL)             |
| オリンピア                       | (CMLL)             |
| エラ                             | (CMLL)             |
| キラ                             | (CMLL)             |
| サタニコ                         | (CMLL)             |
| エドガル・エル・グエロ・ノリエガ | (CMLL・レフェリー) |
| ウィロー・ナイチンゲール         | (AEW)              |
| ビバ・バン                       | (NJPW STRONG)      |
| エスクアロ                       | (CWE)              |
| アレス                           | (CWE)              |
| ソンヤ                           | (CWE)              |
| サマンタ・ブラック               | (CWE)              |
| オクタゴン                       | (フリー)           |
| イホ・デ・オクダホン             | (フリー)           |
| エル・パンテーラ                 | (フリー)           |
| パンテーラJr.                    | (フリー)           |
| ネグロ・ナバーロ                 | (フリー)           |
| セイディ・ギブス                 | (フリー)           |

### 備考
- プロレス好きを公言している博多大吉は、同じくプロレス好きのジェーン・スーがゲストの回にて自身が出演するポッドキャストの番組にて『（4/27両国）チケット買ったんですよ、最前列、ロイヤル（シート席）。』と話している[1]。
- 同じくプロレス好きのミュージシャン・ファンキー加藤も観戦してきたことを自身のSNSで報告した。